# Raión de Krasnogorodsk
El raión de Krasnogorodsk (ruso: Красногоро́дский райо́н) es un distrito administrativo y municipal (raión) ruso perteneciente a la óblast de Pskov. Se ubica en el suroeste de la óblast. Su capital es Krasnogorodsk.
En 2021, el raión tenía una población de 6452 habitantes.
El raión es fronterizo al suroeste con Letonia.

## Subdivisiones
Comprende el asentamiento de tipo urbano de Krasnogorodsk (la capital), y las vólost (asentamientos rurales) de Krasnogorodsk y Pogranichnaya. Estas tres entidades locales suman un total de 221 localidades.